# عبدالمجید وردک
عبدالمجید وردک (زاده ۱۳۳۲ ولسوالی جغتو - ولایت میدان وردک) سیاستمدار افغانستانی و نماینده مردم ولایت میدان وردک در دوره شانزدهم مجلس نمایندگان است. وی در مجلس شانزدهم نمایندگان افغانستان عضو کمیسیون اقتصاد ملی می‌باشد.

## زندگی‌نامه
عبدالمجید وردک زاده ۱۳۳۲ از ولسوالی جغتو ولایت میدان وردک است. وی تحصیلات متوسطه خود را در لیسه/دبیرستان انقلاب در کابل به اتمام رسانید و بعد از فراغت از آکادمی پلیس٬ تحصیلات عالی خود را در دانشگاه کابل تا مقطع لیسانس ادامه داد.

## دیگر فعالیت‌ها
دیگر فعالیت‌های وی:
- ۳۳ سال افسر جنایی در وزارت داخله.